# Bais (Negros Oriental)
Bais è una città componente delle Filippine, situata nella Provincia di Negros Oriental, nella Regione di Visayas Centrale.
Bais è formata da 35 baranggay:
- Barangay I (Pob.)
- Barangay II (Pob.)
- Basak
- Biñohon
- Cabanlutan
- Calasga-an
- Cambagahan
- Cambaguio
- Cambanjao
- Cambuilao
- Canlargo
- Capiñahan
- Consolacion
- Dansulan
- Hangyad
- Katacgahan (Tacgahan)
- La Paz
- Lo-oc

- Lonoy
- Mabunao
- Manlipac
- Mansangaban
- Okiot
- Olympia
- Panala-an
- Panam-angan
- Rosario
- Sab-ahan
- San Isidro
- Tagpo
- Talungon
- Tamisu
- Tamogong
- Tangculogan
- Valencia